# Паланцано
Паланца̀но (на италиански: Palanzano, на местен диалект Palanzàn, Паландзан) е село и община в северна Италия, провинция Парма, регион Емилия-Романя. Разположено е на 691 m надморска височина. Населението на общината е 1221 души (към 2010 г.).